# Бюджетный кодекс Российской Федерации
Бюджетный кодекс Российской Федерации (БК РФ) — кодифицированный нормативно-правовой акт, устанавливающий общие принципы бюджетного законодательства Российской Федерации, организации и функционирования бюджетной системы Российской Федерации, правовое положение субъектов бюджетных правоотношений, определяет основы бюджетного процесса и межбюджетных отношений в Российской Федерации, порядок исполнения судебных актов по обращению взыскания на средства бюджетов бюджетной системы Российской Федерации, основания и виды ответственности за нарушение бюджетного законодательства Российской Федерации.

## Принятие
9 июня 1997 года проект Бюджетного кодекса был внесён в Государственную думу. 13 июня был принят депутатами в первом чтении, а 3 июля во втором и третьем. Затем был отправлен в Совет Федерации, где был отклонён 9 июля 1998 года.
Бюджетный кодекс Российской Федерации принят Государственной думой и одобрен Советом Федерации 17 июля 1998 года после заседания согласительной комиссии палат Федерального Собрания Российской Федерации.
Подписан Президентом Российской Федерации Борисом Ельциным 31 июля 1998 года, вступил в силу 1 января 2000 года (согласно Федеральному закону от 9 июля 1999 года N 159-ФЗ «О введении в действие Бюджетного кодекса Российской Федерации»).

## Структура кодекса
Бюджетный кодекс состоит из преамбулы, 5 частей, 10 разделов, 31 главы и 388 статей.

### Часть первая. Общие положения
- Глава 1. Бюджетное законодательство Российской Федерации (статьи 1—6)
- Глава 2. Бюджетные полномочия Российской Федерации, субъектов Российской Федерации и муниципальных образований (статьи 7—9)

### Часть вторая. Бюджетная система Российской Федерации
- Раздел I. Бюджетное устройство Российской Федерации
  - Глава 3. Бюджетная система Российской Федерации (статьи 10—17)
  - Глава 4. Бюджетная классификация Российской Федерации (статьи 18—27)
  - Глава 5. Принципы бюджетной системы Российской Федерации (статьи 28—38.2)
- Раздел II. Доходы бюджетов
  - Глава 6. Общие положения о доходах бюджетов (статьи 39—48)
  - Глава 7. Доходы федерального бюджета (статьи 49—54)
  - Глава 8. Доходы бюджетов субъектов Российской Федерации (статьи 55—59)
  - Глава 9. Доходы местных бюджетов (статьи 60—64)
- Раздел III. Расходы бюджетов
  - Глава 10. Общие положения о расходах бюджетов (статьи 65—83)
  - Глава 11. Расходные обязательства Российской Федерации, субъектов Российской Федерации, муниципальных образований (статьи 84—87)
- Раздел IV. Сбалансированность бюджетов
  - Глава 12. Профицит бюджета и порядок его использования — исключена (статья 88)
  - Глава 13. Дефицит бюджета и источники его финансирования (статьи 89—96)
  - Глава 13.1. Стабилизационный фонд Российской Федерации — утратила силу (статьи 96.1—96.5)
  - Глава 13.2. Использование нефтегазовых доходов федерального бюджета (статьи 96.6—96.12)
  - Глава 14. Государственный и муниципальный долг (статьи 97—121)
  - Глава 14.1. Эмиссия и обращение государственных (муниципальных) ценных бумаг (статьи 121.1—121.11)
  - Глава 15. Внешние долговые требования Российской Федерации (статьи 122—128)
  - Глава 16. Межбюджетные трансферты (статьи 129—142.8)
  - Глава 17. Бюджеты государственных внебюджетных фондов (статьи 143—150)

### Часть третья. Бюджетный процесс в Российской Федерации
- Раздел V. Участники бюджетного процесса
  - Глава 18. Полномочия участников бюджетного процесса (статьи 151—163)
  - Глава 19. Полномочия участников бюджетного процесса федерального уровня (статьи 164—168)
  - Глава 19.1. Осуществление бюджетных полномочий органов государственной власти субъектов Российской Федерации и органов местного самоуправления при введении временной финансовой администрации (статьи 168.1—168.6)
- Раздел VI. Составление проектов бюджетов
  - Глава 20. Основы составления проектов бюджетов (статьи 169—184)
- Раздел VII. Рассмотрение и утверждение бюджетов
  - Глава 21. Основы рассмотрения и утверждения бюджетов (статьи 184.1—191)
  - Глава 22. Рассмотрение и утверждение федерального закона о федеральном бюджете (статьи 192—211)
  - Глава 23. Внесение изменений в Федеральный закон о федеральном бюджете (статьи 212—214)
- Раздел VIII. Исполнение бюджетов
  - Глава 24. Основы исполнения бюджетов (статьи 215—242.1)
  - Глава 24.1. Исполнение судебных актов по обращению взыскания на средства бюджетов бюджетной системы Российской Федерации (статьи 242.1—242.6)
  - Глава 24.2. Система казначейских платежей (статьи 242.7—242.13)
  - Глава 24.3. Казначейское обслуживание (статьи 242.14—242.21)
  - Глава 25. Исполнение федерального бюджета — утратила силу (статьи 243—264)
- Раздел VIII.1. Составление, внешняя проверка, рассмотрение и утверждение бюджетной отчетности
  - Глава 25.1. Основы составления, внешней проверки, рассмотрения и утверждения бюджетной отчетности (статьи 264.1—264.6)
  - Глава 25.2. Составление, внешняя проверка, рассмотрение и утверждение бюджетной отчетности Российской Федерации (статьи 264.7—264.11)
- Раздел IX. Государственный (муниципальный) финансовый контроль
  - Глава 26. Основы государственного (муниципального) финансового контроля (статьи 267—273)
  - Глава 27. — Утратила силу

### Часть четвертая. Бюджетные нарушения и бюджетные меры принуждения
- Глава 28. — Утратила силу
- Глава 29. Общие положения о бюджетных нарушениях и применении бюджетных мер принуждения (статьи 306.1—306.3)
- Глава 30. Виды бюджетных нарушений и бюджетные меры принуждения, применяемые за их совершение (статьи 306.4—306.8)

### Часть пятая. Заключительные положения
(статья 307)